# Sen Monorom
Sen Monorom es la capital de la provincia de Mondol Kirí en Camboya. Con una población de 7500 habs. es el único poblado importante en la provincia.
Sen Monorom es habitado en gran parte por el pueblo indígena pnong y se puede observar a hombres y mujeres de esta etnia por las principales calles y carreteras vecinas. La ciudad es popular entre los trabajadores de las ONG, madereros y turistas provenientes tanto de fuera de Camboya como de la capital de Camboya, Nom Pen.
Debido al rápido desarrollo, así como a la especulación inmobiliaria, los precios del suelo en Sen Monorom han experimentado un auge. Muchos lotes que costaban 150 USD en 2008 pasaron a costar tres o cuatro veces más en 2012.
La colina Phnom Doh Kromom (traducido como "Colina Pecho de la Virgen") es una colina situada cerca Sen Monorom. Muchos consideran esta colina como un lugar sagrado poderoso. Fue construido un pequeño santuario dedicado al espíritu que se cree que vive en la cumbre de la colina. El santuario otorga un área a los pnong para que celebren sus ceremonias religiosas y para que puedan hacer ofrendas y sacrificios en forma de alimentos, bebidas y animales.